# Campeonato Brasileiro Série D 2018
In 2018 werd het tiende Campeonato Brasileiro Série D gespeeld. Het is het vierde hoogste niveau in het Braziliaanse voetbal, net onder de Série C. Er namen 68 clubs deel, waarvan er vier zich plaatsen voor de Série C van 2019. De competitie werd gespeeld van 21 april tot 5 augustus. Ferroviário werd kampioen.

## Format
Er namen 68 clubs deel, als volgt bepaald:
- De vier clubs die het voorgaande jaar degradeerden uit de Série C.
- De staat met de eerste plaats op de CBF-ranking mocht vier clubs afvaardigen.
- De plaatsen twee tot en met negen op de ranking mochten drie clubs afvaardigen
- De overige achttien federaties mochten twee clubs afvaardigen.

Welke clubs deelnemen aan de Série D wordt bepaald door de staten. Doorgaans wordt de staatscompetitie hiervoor gebruikt, maar er kunnen ook andere criteria voor zijn zoals een staatsbeker.
In de eerste fase worden de 68 clubs verdeeld over zeventien groepen van vier. Er is een regionale onderverdeling zodat teams in de eerste fase niet te grote afstanden moeten afleggen. 32 clubs kwalificeerden zich voor de tweede fase en worden daar ingedeeld in twee blokken; de beste zestien groepswinnaars worden ingedeeld in blok 1 en nemen het op tegen de zeventiende groepswinnaar en de vijftien beste tweedes die in blok twee ingedeeld worden. De twee slechts presterende tweedes kwalificeerden zich niet voor de tweede fase. Vanaf nu wordt er via knockout-systeem gespeeld. De winnaars van de kwartfinale kwalificeerden zich voor de Série C. Aangezien er geen Série E is is er geen degradatie, maar clubs moeten zich het volgende jaar opnieuw kwalificeren voor de Série D via hun staatskampioenschappen.

## Deelnemers
| Club                  | Stad                  | Staat               | Hoe geklasseerd                                       | Stadion             | Capaciteit |
| --------------------- | --------------------- | ------------------- | ----------------------------------------------------- | ------------------- | ---------- |
| 4 de Julho            | Piripiri              | Piauí               | Kampioen Copa Piauí 2017                              | Arena Ytacoatyara   | 8.500      |
| Altos                 | Altos                 | Piauí               | Kampioen Staatscompetitie 2017                        | Felipão             | 3.000      |
| América de Natal      | Natal                 | Rio Grande do Norte | Best geklasseerde van de Staatscompetitie 2017        | Arena das Dunas     | 32.050     |
| Americano             | Campos dos Goytacazes | Rio de Janeiro      | Vice-Kampioen Copa Rio 2017                           | Moacyrzão           | 15.000     |
| Aparecidense          | Aparecida de Goiânia  | Goiás               | Best geklasseerde van de Staatscompetitie 2017        | Annibal Batista     | 4.800      |
| ASA                   | Arapiraca             | Alagoas             | 19º plaats Série C 2017                               | Fumeirão            | 15.332     |
| ASSU                  | Assu                  | Rio Grande do Norte | Tweede best geklasseerde van de Staatscompetitie 2017 | Edgarzão            | 4.200      |
| Atlético Itapemirim   | Itapemirim            | Espírito Santo      | Kampioen Staatscompetitie 2017                        | José Olívio Soares  | 1.000      |
| Barcelona             | Vilhena               | Rondônia            | Vicekampioen Staatscompetitie 2017                    | Portal da Amazônia  | 10.000     |
| Baré                  | Boa Vista             | Roraima             | Kampioen Staatscompetitie 2017                        | Ribeirão            | 3 000      |
| Belo Jardim           | Belo Jardim           | Pernambuco          | Best geklasseerde van de Staatscompetitie 2017        | Mendonção           | 5.230      |
| Brasiliense           | Taguatinga            | Federaal District   | Kampioen Metropolitano 2017                           | Mané Garrincha      | 72.788     |
| Brusque               | Brusque               | Santa Catarina      | Best geklasseerde van de Staatscompetitie 2017        | Augusto Bauer       | 5.000      |
| Caldense              | Poços de Caldas       | Minas Gerais        | Tweede best geklasseerde van de Staatscompetitie 2017 | Ronaldão            | 7.600      |
| Campinense            | Campina Grande        | Paraíba             | Tweede best geklasseerde van de Staatscompetitie 2017 | Amigão              | 19.000     |
| Caxias                | Caxias do Sul         | Rio Grande do Sul   | Tweede best geklasseerde van de Staatscompetitie 2017 | Centenário          | 22.132     |
| Ceilândia             | Ceilândia             | Federaal District   | Vicekampioen Metropolitano 2017                       | Abadião             | 3.000      |
| Central               | Caruaru               | Pernambuco          | Tweede best geklasseerde van de Staatscompetitie 2017 | Lacerdão            | 19.478     |
| Cianorte              | Cianorte              | Paraná              | Best geklasseerde van de Staatscompetitie 2017        | Albino Turbay       | 1.500      |
| Cordino               | Barra do Corda        | Maranhão            | Best geklasseerde van de Staatscompetitie 2017        | Leandrão            | 600        |
| Corumbaense           | Corumbá               | Mato Grosso do Sul  | Kampioen Staatscompetitie 2017                        | Arthur Marinho      | 5.000      |
| Dom Bosco             | Cuiabá                | Mato Grosso         | Tweede best geklasseerde van de Staatscompetitie 2017 | Arena Pantanal      | 44.000     |
| Espírito Santo        | Vitória               | Espírito Santo      | Vice-Kampioen Copa Espírito Santo 2017                | Kleber Andrade      | 21.000     |
| Ferroviária           | Araraquara            | São Paulo           | Kampioen Copa Paulista 2017                           | Fonte Luminosa      | 20.000     |
| Ferroviário           | Fortaleza             | Ceará               | Best geklasseerde van de Staatscompetitie 2017        | Presidente Vargas   | 20.166     |
| Flamengo de Arcoverde | Arcoverde             | Pernambuco          | Derde best geklasseerde van de Staatscompetitie 2017  | Áureo Bradley       | 6.000      |
| Fluminense de Feira   | Feira de Santana      | Bahia               | Best geklasseerde van de Staatscompetitie 2017        | Joia da Princesa    | 16.274     |
| Guarani de Juazeiro   | Juazeiro do Norte     | Ceará               | Tweede best geklasseerde van de Staatscompetitie 2017 | Romeirão            | 15.000     |
| Imperatriz            | Imperatriz            | Maranhão            | Tweede best geklasseerde van de Staatscompetitie 2017 | Frei Epifânio       | 10.000     |
| Independente          | Tucuruí               | Pará                | Best geklasseerde van de Staatscompetitie 2017        | Navegantão          | 8.000      |
| Inter de Lages        | Lages                 | Santa Catarina      | Derde best geklasseerde van de Staatscompetitie 2017  | Vidal Ramos Júnior  | 6.000      |
| Interporto            | Porto Nacional        | Tocantins           | Kampioen Staatscompetitie 2017                        | General Sampaio     | 2.000      |
| Iporá                 | Iporá                 | Goiás               | Tweede best geklasseerde van de Staatscompetitie 2017 | Ferreirão           | 3.500      |
| Itabaiana             | Itabaiana             | Sergipe             | Best geklasseerde van de Staatscompetitie 2017        | Etelvino Mendonça   | 10.000     |
| Itumbiara             | Itumbiara             | Goiás               | Derde best geklasseerde van de Staatscompetitie 2017  | JK                  | 15.000     |
| Jacuipense            | Riachão do Jacuípe    | Bahia               | Derde best geklasseerde van de Staatscompetitie 2017  | Valfredão           | 5.000      |
| Linense               | Lins                  | São Paulo           | Best geklasseerde van de Staatscompetitie 2017        | Gilbertão           | 15.770     |
| Macaé                 | Macaé                 | Rio de Janeiro      | 18º plaats Série C 2017                               | Moacyrzão           | 15.000     |
| Macapá                | Macapá                | Amapá               | Vicekampioen Staatscompetitie 2017                    | Zerão               | 13.680     |
| Madureira             | Rio de Janeiro        | Rio de Janeiro      | Tweede best geklasseerde van de Staatscompetitie 2017 | Conselheiro Galvão  | 2.136      |
| Manaus                | Manaus                | Amazonas            | Kampioen Staatscompetitie 2017                        | Arena da Amazônia   | 44.000     |
| Maringá               | Maringá               | Paraná              | Kampioen Taça FPF 2017                                | Willie Davids       | 20.000     |
| Mirassol              | Mirassol              | São Paulo           | Derde best geklasseerde van de Staatscompetitie 2017  | Maião               | 15.000     |
| Mogi Mirim            | Mogi Mirim            | São Paulo           | 20º plaats Série C 2017                               | Vail Chaves         | 19.900     |
| Moto Club             | São Luís              | Maranhão            | 17º plaats Série C 2017                               | Nhozinho Santos     | 11.429     |
| Murici                | Murici                | Alagoas             | Best geklasseerde van de Staatscompetitie 2017        | José Gomes da Costa | 3.500      |
| Nacional              | Manaus                | Amazonas            | Vicekampioen Staatscompetitie 2017                    | Arena da Amazônia   | 44.000     |
| Nova Iguaçu           | Nova Iguaçu           | Rio de Janeiro      | Best geklasseerde van de Staatscompetitie 2017        | Laranjão            | 1.810      |
| Novo Hamburgo         | Novo Hamburgo         | Rio Grande do Sul   | Best geklasseerde van de Staatscompetitie 2017        | Estádio do Vale     | 5.196      |
| Novo                  | Campo Grande          | Mato Grosso do Sul  | Vicekampioen Staatscompetitie 2017                    | Morenão             | 44.200     |
| Novorizontino         | Novo Horizonte        | São Paulo           | Tweede best geklasseerde van de Staatscompetitie 2017 | Jorjão              | 12.398     |
| Plácido de Castro     | Plácido de Castro     | Acre                | Tweede best geklasseerde van de Staatscompetitie 2017 | Ferreirão           | 3.000      |
| Prudentópolis         | Prudentópolis         | Paraná              | Tweede best geklasseerde van de Staatscompetitie 2017 | Newton Agibert      | 3.500      |
| Real Ariquemes        | Ariquemes             | Rondônia            | Kampioen Staatscompetitie 2017                        | Valerião            | 5.000      |
| Rio Branco            | Rio Branco            | Acre                | Vicekampioen Staatscompetitie 2017                    | Arena da Floresta   | 20.000     |
| Santa Rita            | Boca da Mata          | Alagoas             | Tweede best geklasseerde van de Staatscompetitie 2017 | Olival Elias        | 5.000      |
| Santos                | Macapá                | Amapá               | Kampioen Staatscompetitie 2017                        | Zerão               | 13.680     |
| São José              | Porto Alegre          | Rio Grande do Sul   | Kampioen Copa FGF 2017                                | Passo d'Areia       | 14.000     |
| São Raimundo-PA       | Santarém              | Pará                | Tweede best geklasseerde van de Staatscompetitie 2017 | Colosso do Tapajós  | 12.000     |
| São Raimundo-RR       | Boa Vista             | Roraima             | Vicekampioen Staatscompetitie 2017                    | Ribeirão            | 1.500      |
| Sergipe               | Aracaju               | Sergipe             | Tweede best geklasseerde van de Staatscompetitie 2017 | Batistão            | 15.586     |
| Sinop                 | Sinop                 | Mato Grosso         | Best geklasseerde van de Staatscompetitie 2017        | Gigante do Norte    | 13.000     |
| Sparta                | Araguaína             | Tocantins           | Vicekampioen Staatscompetitie 2017                    | Mirandão            | 10.000     |
| Treze                 | Campina Grande        | Paraíba             | Best geklasseerde van de Staatscompetitie 2017        | Presidente Vargas   | 12.000     |
| Atlético Tubarão      | Tubarão               | Santa Catarina      | Tweede best geklasseerde van de Staatscompetitie 2017 | Domingos Gonzales   | 3.500      |
| Uberlândia            | Uberlândia            | Minas Gerais        | Derde best geklasseerde van de Staatscompetitie 2017  | Parque do Sabiá     | 53.350     |
| URT                   | Patos de Minas        | Minas Gerais        | Best geklasseerde van de Staatscompetitie 2017        | Zama Maciel         | 4.858      |
| Vitória da Conquista  | Vitória da Conquista  | Bahia               | Tweede best geklasseerde van de Staatscompetitie 2017 | Lomantão            | 11.538     |

## Groepsfase

### Groep A1
| Plaats | Club       | Wed. | W | G | V | Saldo | Ptn. |
| ------ | ---------- | ---- | - | - | - | ----- | ---- |
| 1.     | Manaus     | 6    | 4 | 0 | 2 | 14:8  | 12   |
| 2.     | Rio Branco | 6    | 3 | 2 | 1 | 13:7  | 11   |
| 3.     | Macapá     | 6    | 2 | 0 | 4 | 7:16  | 6    |
| 4.     | Baré       | 6    | 1 | 2 | 3 | 5:8   | 5    |

|  | Geplaatst voor tweede fase blok 1 |
|  | Geplaatst voor tweede fase blok 2 |

### Groep A2
| Plaats | Club              | Wed. | W | G | V | Saldo | Ptn. |
| ------ | ----------------- | ---- | - | - | - | ----- | ---- |
| 1.     | Indepentente      | 6    | 3 | 3 | 0 | 8:3   | 12   |
| 2.     | Santos            | 6    | 2 | 2 | 2 | 13:8  | 8    |
| 3.     | Barcelona         | 6    | 2 | 2 | 2 | 8:7   | 8    |
| 4.     | Plácido de Castro | 6    | 1 | 1 | 4 | 8:19  | 4    |

|  | Geplaatst voor tweede fase blok 1 |

### Groep A3
| Plaats | Club            | Wed. | W | G | V | Saldo | Ptn. |
| ------ | --------------- | ---- | - | - | - | ----- | ---- |
| 1.     | Nacional        | 6    | 3 | 1 | 2 | 9:4   | 10   |
| 2.     | São Raimundo-RR | 6    | 2 | 2 | 2 | 10:11 | 8    |
| 3.     | São Raimundo-PA | 6    | 2 | 2 | 2 | 7:8   | 8    |
| 4.     | Real Ariquemes  | 6    | 1 | 3 | 2 | 7:10  | 6    |

|  | Geplaatst voor tweede fase blok 1 |

### Groep A4
| Plaats | Club        | Wed. | W | G | V | Saldo | Ptn. |
| ------ | ----------- | ---- | - | - | - | ----- | ---- |
| 1.     | Ferroviário | 6    | 2 | 4 | 0 | 7:5   | 10   |
| 2.     | Cordino     | 6    | 2 | 3 | 1 | 6:4   | 9    |
| 3.     | 4 de Julho  | 6    | 1 | 3 | 2 | 3:5   | 6    |
| 4.     | Interporto  | 6    | 1 | 2 | 3 | 7:9   | 5    |

|  | Geplaatst voor tweede fase blok 1 |
|  | Geplaatst voor tweede fase blok 2 |

### Groep A5
| Plaats | Club      | Wed. | W | G | V | Saldo | Ptn. |
| ------ | --------- | ---- | - | - | - | ----- | ---- |
| 1.     | Moto Club | 6    | 4 | 1 | 1 | 6:3   | 13   |
| 2.     | Altos     | 6    | 3 | 2 | 1 | 7:3   | 11   |
| 3.     | Sparta    | 6    | 1 | 2 | 3 | 6:9   | 5    |
| 4.     | ASSU      | 6    | 1 | 1 | 4 | 2:6   | 4    |

|  | Geplaatst voor tweede fase blok 1 |
|  | Geplaatst voor tweede fase blok 2 |

### Groep A6
| Plaats | Club                | Wed. | W | G | V | Saldo | Ptn. |
| ------ | ------------------- | ---- | - | - | - | ----- | ---- |
| 1.     | América de Natal    | 6    | 4 | 2 | 0 | 11:6  | 14   |
| 2.     | Imperatriz          | 6    | 2 | 3 | 1 | 10:3  | 9    |
| 3.     | Belo Jardim         | 6    | 0 | 4 | 2 | 6:12  | 4    |
| 4.     | Guarani de Juazeiro | 6    | 0 | 3 | 3 | 8:14  | 3    |

|  | Geplaatst voor tweede fase blok 1 |
|  | Geplaatst voor tweede fase blok 2 |

### Groep A7
| Plaats | Club       | Wed. | W | G | V | Saldo | Ptn. |
| ------ | ---------- | ---- | - | - | - | ----- | ---- |
| 1.     | Sergipe    | 6    | 4 | 1 | 1 | 8:5   | 13   |
| 2.     | Jacuipense | 6    | 2 | 2 | 2 | 8:8   | 8    |
| 3.     | Central    | 6    | 1 | 3 | 2 | 7:6   | 6    |
| 4.     | ASA        | 6    | 0 | 4 | 2 | 7:11  | 4    |

|  | Geplaatst voor tweede fase blok 1 |

### Groep A8
| Plaats | Club                  | Wed. | W | G | V | Saldo | Ptn. |
| ------ | --------------------- | ---- | - | - | - | ----- | ---- |
| 1.     | Campinense            | 6    | 5 | 1 | 0 | 12:3  | 16   |
| 2.     | Fluminense de Feira   | 6    | 4 | 1 | 1 | 18:3  | 13   |
| 3.     | Flamengo de Arcoverde | 6    | 1 | 1 | 4 | 4:16  | 4    |
| 4.     | Murici                | 6    | 0 | 1 | 5 | 4:16  | 1    |

|  | Geplaatst voor tweede fase blok 1 |
|  | Geplaatst voor tweede fase blok 2 |

### Groep A9
| Plaats | Club                 | Wed. | W | G | V | Saldo | Ptn. |
| ------ | -------------------- | ---- | - | - | - | ----- | ---- |
| 1.     | Treze                | 6    | 3 | 3 | 0 | 14:4  | 12   |
| 2.     | Itabaiana            | 6    | 3 | 1 | 2 | 11:9  | 10   |
| 3.     | Vitória da Conquista | 6    | 2 | 2 | 2 | 4:6   | 8    |
| 4.     | Santa Rita           | 6    | 1 | 0 | 5 | 6:16  | 3    |

|  | Geplaatst voor tweede fase blok 1 |
|  | Geplaatst voor tweede fase blok 2 |

### Groep A10
| Plaats | Club        | Wed. | W | G | V | Saldo | Ptn. |
| ------ | ----------- | ---- | - | - | - | ----- | ---- |
| 1.     | Iporá       | 6    | 4 | 1 | 1 | 10:4  | 13   |
| 2.     | Brasiliense | 6    | 3 | 2 | 1 | 9:3   | 11   |
| 3.     | Corumbaense | 6    | 2 | 2 | 2 | 5:9   | 8    |
| 4.     | Dom Bosco   | 6    | 0 | 1 | 5 | 2:10  | 1    |

|  | Geplaatst voor tweede fase blok 1 |
|  | Geplaatst voor tweede fase blok 2 |

### Groep A11
| Plaats | Club         | Wed. | W | G | V | Saldo | Ptn. |
| ------ | ------------ | ---- | - | - | - | ----- | ---- |
| 1.     | Sinop        | 6    | 3 | 1 | 2 | 6:5   | 10   |
| 2.     | Novo         | 6    | 3 | 1 | 2 | 7:7   | 10   |
| 3.     | Aparecidense | 6    | 2 | 2 | 2 | 11:10 | 8    |
| 4.     | Ceilândia    | 6    | 1 | 2 | 3 | 9:11  | 5    |

|  | Geplaatst voor tweede fase blok 1 |
|  | Geplaatst voor tweede fase blok 2 |

### Groep A12
| Plaats | Club           | Wed. | W | G | V | Saldo | Ptn. |
| ------ | -------------- | ---- | - | - | - | ----- | ---- |
| 1.     | Macaé          | 6    | 3 | 2 | 1 | 10:8  | 11   |
| 2.     | URT            | 6    | 3 | 1 | 2 | 10:8  | 10   |
| 3.     | Itumbiara      | 6    | 3 | 1 | 2 | 8:6   | 10   |
| 4.     | Espírito Santo | 6    | 0 | 2 | 4 | 6:12  | 2    |

|  | Geplaatst voor tweede fase blok 1 |
|  | Geplaatst voor tweede fase blok 2 |

### Groep A13
| Plaats | Club                | Wed. | W | G | V | Saldo | Ptn. |
| ------ | ------------------- | ---- | - | - | - | ----- | ---- |
| 1.     | Uberlândia          | 6    | 3 | 2 | 1 | 10:7  | 11   |
| 2.     | Novorizontino       | 6    | 2 | 3 | 1 | 10:9  | 9    |
| 3.     | Americano           | 6    | 2 | 2 | 2 | 10:11 | 8    |
| 4.     | Atlético Itapemirim | 6    | 0 | 3 | 3 | 3:6   | 3    |

|  | Geplaatst voor tweede fase blok 1 |
|  | Geplaatst voor tweede fase blok 2 |

### Groep A14
| Plaats | Club      | Wed. | W | G | V | Saldo | Ptn. |
| ------ | --------- | ---- | - | - | - | ----- | ---- |
| 1.     | Linense   | 6    | 2 | 3 | 1 | 5:3   | 9    |
| 2.     | Maringá   | 6    | 2 | 3 | 1 | 7:6   | 9    |
| 3.     | Madureira | 6    | 1 | 3 | 2 | 6:7   | 6    |
| 4.     | Caldense  | 6    | 1 | 3 | 2 | 5:7   | 6    |

|  | Geplaatst voor tweede fase blok 2 |

### Groep A15
| Plaats | Club           | Wed. | W | G | V | Saldo | Ptn. |
| ------ | -------------- | ---- | - | - | - | ----- | ---- |
| 1.     | Caxias         | 6    | 5 | 1 | 0 | 13:2  | 16   |
| 2.     | Inter de Lages | 6    | 3 | 0 | 3 | 7:11  | 9    |
| 3.     | Mirassol       | 6    | 2 | 1 | 3 | 3:5   | 7    |
| 4.     | Nova Iguaçu    | 6    | 1 | 0 | 5 | 6:11  | 3    |

|  | Geplaatst voor tweede fase blok 1 |
|  | Geplaatst voor tweede fase blok 2 |

### Groep A16
| Plaats | Club             | Wed. | W | G | V | Saldo | Ptn. |
| ------ | ---------------- | ---- | - | - | - | ----- | ---- |
| 1.     | Atlético Tubarão | 6    | 5 | 0 | 1 | 9:3   | 15   |
| 2.     | Novo Hamburgo    | 6    | 2 | 2 | 2 | 7:6   | 8    |
| 3.     | Cianorte         | 6    | 1 | 3 | 2 | 2:5   | 6    |
| 4.     | Ferroviária      | 6    | 0 | 3 | 3 | 3:7   | 3    |

|  | Geplaatst voor tweede fase blok 1 |

### Groep A17
| Plaats | Club          | Wed. | W | G | V | Saldo | Ptn. |
| ------ | ------------- | ---- | - | - | - | ----- | ---- |
| 1.     | São José      | 6    | 6 | 0 | 0 | 10:4  | 18   |
| 2.     | Brusque       | 6    | 3 | 0 | 3 | 9:5   | 9    |
| 3.     | Prudentópolis | 6    | 2 | 0 | 4 | 6:8   | 6    |
| 4.     | Mogi Mirim    | 6    | 1 | 0 | 5 | 6:14  | 3    |

|  | Geplaatst voor tweede fase blok 1 |
|  | Geplaatst voor tweede fase blok 2 |

## Tweede fase
Net zoals in de groepsfase blijven de clubs regionaal onderverdeeld om verre verplaatsingen te vermijden. In geval van gelijkspel telt de uitdoelpuntregel, indien de stand dan nog hetzelfde is worden er strafschoppen genomen, tussen haakjes weergegeven.
| Team #1             | Tot.         | Team #2          | 1ste wed | 2de wed |
| ------------------- | ------------ | ---------------- | -------- | ------- |
| Santos              | 1 - 2        | Manaus           | 1 - 1    | 0 - 1   |
| Rio Branco          | 4 - 3        | Indepentente     | 3 - 0    | 1 - 3   |
| Altos               | 5 - 4        | Nacional         | 3 - 0    | 2 - 4   |
| Cordino             | 3 - 4        | Ferroviário      | 3 - 3    | 0 - 1   |
| Fluminense de Feira | 1 - 5        | Moto Club        | 0 - 2    | 1 - 3   |
| Imperatriz          | 2 - 2 (5-4)  | América de Natal | 1 -0     | 1 - 2   |
| Brasiliense         | 2 - 1        | Sergipe          | 2 - 1    | 0 - 0   |
| Itabaiana           | 1 - 1 (5-6)  | Campinense       | 0 - 1    | 1 - 0   |
| URT                 | 2 - 2 (2-3)  | Treze            | 1 - 1    | 1 - 1   |
| Novo                | 4 - 5        | Iporá            | 2 - 2    | 2 - 3   |
| Linense             | 2 - 2 ( 4-2) | Sinop            | 2 - 1    | 0 - 1   |
| Novorizontino       | 3 - 1        | Macaé            | 2 - 1    | 1 - 0   |
| Inter de Lages      | 1 - 3        | Uberlândia       | 1 - 0    | 0 - 3   |
| Maringá             | 1 - 4        | Caxias           | 1 - 1    | 0 - 3   |
| Brusque             | 2 - 2 (3-4)  | Atlético Tubarão | 1 - 0    | 1 - 2   |
| Novo Hamburgo       | 2 - 2 (2-3)  | São José         | 2 - 1    | 0 - 1   |

## Derde fase
Ook in de derde fase blijven de clubs regionaal onderverdeeld om verre verplaatsingen te vermijden. In geval van gelijkspel telt de uitdoelpuntregel, indien de stand dan nog hetzelfde is worden er strafschoppen genomen, tussen haakjes weergegeven.
| Team #1          | Tot.        | Team #2       | 1ste wed | 2de wed |
| ---------------- | ----------- | ------------- | -------- | ------- |
| Rio Branco       | 2 - 2 (2-3) | Manaus        | 2 - 1    | 1 - 0   |
| Ferroviário      | 5 - 3       | Altos         | 1 - 1    | 4 - 2   |
| Imperatriz       | 6 - 3       | Moto Club     | 2 - 1    | 4 - 2   |
| Brasiliense      | 1 - 1 (4-5) | Campinense    | 1 - 0    | 0 - 1   |
| Treze            | 3 - 2       | Iporá         | 2 - 0    | 1 - 2   |
| Linense          | 5 - 4       | Novorizontino | 3 - 2    | 2 - 2   |
| Uberlândia       | 2 - 3       | Caxias        | 1 - 1    | 1 - 2   |
| Atlético Tubarão | 1 - 3       | São José      | 1 - 1    | 0 - 2   |

## Vierde fase
Vanaf de vierde fase zijn de confrontaties niet meer regionaal. De resultaten van de groepsfase en de tweede en derde fase worden opgeteld. De vier clubs met de meeste punten nemen het op tegen de clubs met de minste punten. 

Klassicifactietabel
| Plaats | Club        | Wed. | W | G | V | Saldo | Ptn. |
| ------ | ----------- | ---- | - | - | - | ----- | ---- |
| 1.     | São José    | 10   | 8 | 1 | 1 | 15:7  | 25   |
| 2.     | Caxias      | 10   | 7 | 3 | 0 | 20:5  | 24   |
| 3.     | Campinense  | 10   | 7 | 1 | 2 | 14:5  | 22   |
| 4.     | Manaus      | 10   | 6 | 1 | 3 | 18:11 | 19   |
| 5.     | Imperatriz  | 10   | 5 | 3 | 2 | 18:8  | 18   |
| 6.     | Ferroviário | 10   | 4 | 6 | 0 | 16:11 | 18   |
| 7.     | Treze       | 10   | 4 | 5 | 1 | 19:8  | 17   |
| 8.     | Linense     | 10   | 4 | 4 | 2 | 12:9  | 16   |

|  | kwartfinale | kwartfinale | kwartfinale | kwartfinale |       |             | halve finale | halve finale | halve finale | halve finale |  |       | finale | finale | finale | finale |  |  |
|  |             |             |             |             |       |             |              |              |              |              |  |       |        |        |        |        |  |  |
|  | Imperatriz  | 1           | 1           | 2 (3)       |       |             |              |              |              |              |  |       |        |        |        |        |  |  |
|  | Manaus      | 0           | 2           | 2 (2)       |       |             |              |              |              |              |  |       |        |        |        |        |  |  |
|  | Manaus      | 0           | 2           | 2 (2)       |       | Imperatriz  | 1            | 0            | 1 (1)        |              |  |       |        |        |        |        |  |  |
|  |             |             |             |             |       | Imperatriz  | 1            | 0            | 1 (1)        |              |  |       |        |        |        |        |  |  |
|  |             | Treze       | 0           | 1           | 1 (2) |             |              |              |              |              |  |       |        |        |        |        |  |  |
|  | Treze       | Treze       | 0           | 1           | 1 (2) | 1           | 3            | 4            |              |              |  |       |        |        |        |        |  |  |
|  | Treze       |             |             |             |       | 1           | 3            | 4            |              |              |  |       |        |        |        |        |  |  |
|  | Caxias      | 0           | 1           | 1           |       |             |              |              |              |              |  |       |        |        |        |        |  |  |
|  | Caxias      | 0           | 1           | 1           |       |             |              |              |              |              |  | Treze | 0      | 1      | 1      |        |  |  |
|  |             |             |             |             |       |             |              |              |              |              |  | Treze | 0      | 1      | 1      |        |  |  |
|  |             | Ferroviário | 3           | 0           | 3     |             |              |              |              |              |  |       |        |        |        |        |  |  |
|  | Ferroviário | Ferroviário | 3           | 0           | 3     | 3           | 0            | 3 (5)        |              |              |  |       |        |        |        |        |  |  |
|  | Ferroviário |             |             |             |       | 3           | 0            | 3 (5)        |              |              |  |       |        |        |        |        |  |  |
|  | Campinense  | 2           | 1           | 3 (4)       |       |             |              |              |              |              |  |       |        |        |        |        |  |  |
|  | Campinense  | 2           | 1           | 3 (4)       |       | Ferroviário | 3            | 1            | 4            |              |  |       |        |        |        |        |  |  |
|  |             |             |             |             |       | Ferroviário | 3            | 1            | 4            |              |  |       |        |        |        |        |  |  |
|  |             | São José    | 1           | 2           | 3     |             |              |              |              |              |  |       |        |        |        |        |  |  |
|  | Linense     | São José    | 1           | 2           | 3     | 1           | 0            | 1            |              |              |  |       |        |        |        |        |  |  |
|  | Linense     |             |             |             |       | 1           | 0            | 1            |              |              |  |       |        |        |        |        |  |  |
|  | São José    | 0           | 2           | 2           |       |             |              |              |              |              |  |       |        |        |        |        |  |  |